# Giuseppe Pogliani
Giuseppe Pogliani (Lecco, 1º giugno 1947) è un politico italiano.

## Biografia
Nato a Lecco nel 1947, è stato per anni funzionario della Banca Popolare di Lecco. Vicino agli ambienti dell'estrema destra in gioventù ed espressione del ceto borghese abbiente cittadino, ha poi militato nella Lega Nord, presentandosi come candidato a sindaco di Lecco alle prime amministrative a elezione diretta del 1993. Al ballottaggio del 20 giugno 1993 è risultato eletto con il 56,30% dei voti, avendo la meglio contro la sfidante del centro-sinistra Rosangela Granata, e si è insediato come sindaco il giorno successivo. La sua elezione ha interrotto il dominio della Democrazia Cristiana che governava ininterrottamente la città dal 1948.
Nel 2006 è nuovamente eletto in consiglio comunale a Lecco all'interno di una lista civica.